# František Šťastný
František ("Franta") Šťastný (12 november 1927-8 april 2000) was een Tsjechisch motorcoureur. 

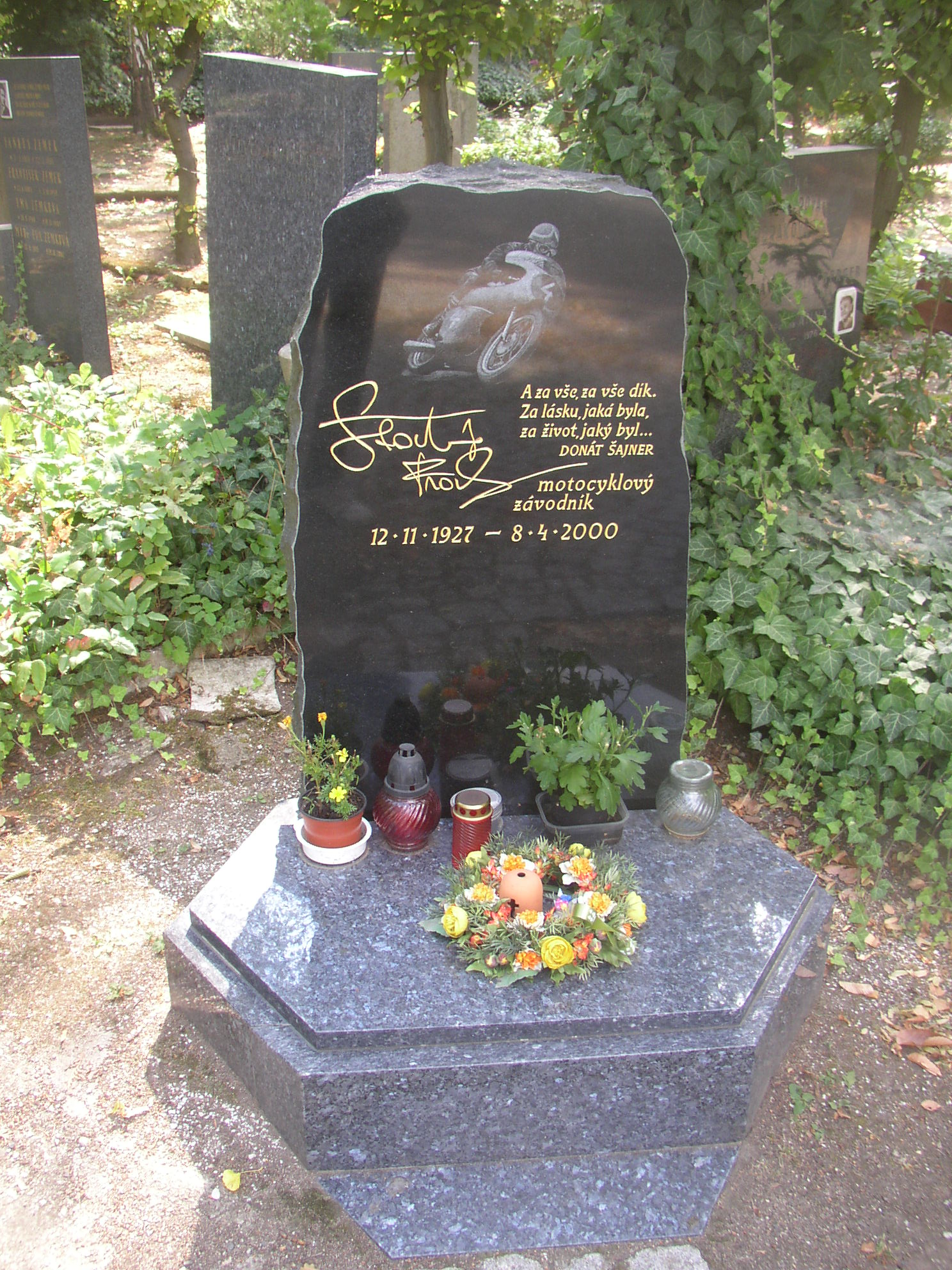
Het graf van František Šťastný op het Olsany kerkhof in Praag

František Šťastný begon zijn sportcarrière als wielrenner. In 1948 nam hij deel aan de Vredeskoers. In 1947 had hij echter al met een DKW aan een motorrace deelgenomen.

## Carrière
In 1952 werd hij met een gebruikte Norton zevende in de Grand Prix van Tsjecho-Slowakije. In 1953 werd hij fabriekscoureur bij Jawa. Hij werd vijf keer kampioen van Tsjecho-Slowakije: In 1956 in de 500cc-klasse, in 1958 in de 350cc-klasse, in 1959 in de 350cc-klasse, in 1960 in de 250cc-klasse en in 1965 in de 350cc-klasse. Hij won de Grand Prix van Tsjecho-Slowakije acht keer: In 1954 in de 250cc-klasse, in 1956 in de 350cc-klasse, in 1958 in de 350cc-klasse, in 1959 in de 350cc-klasse, in 1960 in de 250- en de 350cc-klasse, in 1961 in de 350cc-klasse en in 1962 in de 500cc-klasse.
Hij won 60 races in eigen land, maar crashte in zijn lange carrière ook een aantal keren. Daardoor verloor hij een nier. 

### Wereldkampioenschap wegrace
In 1957 nam hij voor het eerst deel aan het wereldkampioenschap wegrace. Hij nam deel aan de Lightweight TT op het eiland Man, maar werd slechts twaalfde. In de TT van Assen werd hij vijfde in de 250cc-race. Met de twee punten die dat opleverde werd hij in de eindstand 16e. Hij was de enige Jawa-coureur die naar het westen werd gestuurd.
In 1958 en 1959 verschenen zowel Jawa als ČZ zelden in het westen. František Šťastný oogstte wel overwinningen in zijn thuis-Grand Prix, maar die telde niet meer voor het wereldkampioenschap.
In 1960 stuurde Jawa hem weer naar het wereldkampioenschap. Hij scoorde tweede plaatsen in de Grand Prix van Frankrijk en in de Grand Prix des Nations (Monza) en werd in het 350cc-wereldkampioenschap vierde.
In 1961 beschouwde men de Jawa 250 cc viertaktracer en de Jawa 350 cc viertaktracer, waarvan de ontwikkeling al in 1959 was begonnen, als voltooid. Šťastný ging samen met Pavel Husak deelnemen aan de 250- en de 350cc-races in het wereldkampioenschap. In de 250cc-klasse was geen kruid gewassen tegen de Honda RC 162’s van Mike Hailwood, Tom Phillis, Jim Redman, Kunimitsu Takahashi en Bob McIntyre. František Šťastný werd in de eindstand slechts elfde. De 350cc-klasse werd echter een groot succes. Šťastný won meteen de openingsrace, de Grand Prix van Duitsland. In de Junior TT werd hij vierde, in de TT van Assen en de Ulster Grand Prix derde en hij won ook de Grand Prix van Zweden. Šťastný en Havel eindigden achter Gary Hocking (MV Agusta 350 4C) als tweede en derde in het wereldkampioenschap.
In 1962 kwam Jawa niet uit in de 250cc-klasse, maar in plaats daarvan kreeg Šťastný een 500cc-tweecilinder. In de 350cc-klasse kwam hij weer samen met Havel aan de start, maar Honda richtte zich intussen ook op die klasse met de RC 170 en de RC 171. Niemand kon van die machines winnen. Mike Hailwood won met zijn MV Agusta de Junior TT omdat Redman en Tommy Robb daar met hun Honda’s nog niet aan de start kwamen, maar daarna won Redman vier wedstrijden en Robb een. Zij werden eerste en tweede, Hailwood derde, maar František Šťastný werd vierde in het wereldkampioenschap. In de 500cc-klasse werd František Šťastný vierde in de GP van de DDR en derde in de GP van Finland, maar in deze laatste race kwamen de echte toprijders niet aan de start, omdat het wereldkampioenschap al beslist was. Hij werd in de eindstand zevende.
In 1963 kwam Šťastný slechts twee keer aan de start met de 500cc-machine. Nadat hij in de Senior TT en de TT van Assen was uitgevallen gaf hij er de brui aan. Met de 350 cc Jawa werd hij derde in de Junior TT en vierde in Assen. Hij werd vierde in het 350cc-wereldkampioenschap.
In 1964 werd reed Šťastný alleen in de TT's van Man en Assen met de 350cc-racer. In Man viel hij uit en in Assen werd hij slechts elfde.
In 1965 reed Šťastný weer in de 500cc-klasse, maar kansrijk was de 500 cc Jawa nog steeds niet. De Grand Prix van Tsjecho-Slowakije was voor het eerst opgenomen in het WK-programma, maar Šťastný werd slechts zesde. Hij scoorde nog een derde plaats in Monza en werd in het wereldkampioenschap tiende. In de 350cc-klasse haalde Pavel Husak twee derde plaatsen, maar toen Honda én MV Agusta niet naar de Ulster Grand Prix reisden, sloeg František Šťastný zijn slag. Hij won de race vóór Bruce Beale en Pavel Husak. Daardoor eindigde hij in het wereldkampioenschap toch nog voor Husak op de vijfde plaats.
In 1966 werden de Tsjechische machines ingeschreven onder de naam Jawa/ČZ. De 500cc-machine mat in werkelijkheid slechts 450 cc en was nog steeds niet opgewassen tegen de MV Agusta 500 4C van Giacomo Agostini en de nieuwe Honda RC 181 van Mike Hailwood en Jim Redman. Redman brak in Monza een arm, waardoor hij een groot deel van het seizoen moest missen. Toen was František Šťastný is Assen al een keer derde geworden achter Redman en Agostini, maar met een ronde achterstand. In de DDR vielen Hailwood en Agostini uit, waardoor František Šťastný de overwinning kon pakken. Ook in de Ulster Grand Prix werd Šťastný derde. Door nog een zesde plaats in de Senior TT te halen eindigde hij in het 500cc-wereldkampioenschap op de vierde plaats. In de 350cc-klasse eindigde hij ook als vierde. Zijn beste klassering was ook in de DDR, waar Hailwood niet kon starten omdat hij dan meer dan 500 kilometer op één dag zou rijden. Dat was verboden. In de 250cc-klasse werd František Šťastný derde in de GP van Finland, weer met een ronde achterstand. Hij werd in de eindstand achtste. 

### Jawa 350 cc V4
In 1967 probeerde men de nieuwe Jawa 350 cc V4 uit met František Šťastný en Gustav Havel in de TT van Assen. Beide coureurs waren nauw betrokken bij de ontwikkeling en het testen van de machine en toen die hopeloos onbetrouwbaar bleek te zijn werd hij meteen teruggeroepen naar Tsjecho-Slowakije. Gustav Havel werd er nog wel vierde mee in de Grand Prix van Tsjecho-Slowakije en Bohumil Staša werd daar zesde, maar Šťastný startte er niet meer mee. Hij was inmiddels 40 jaar oud en werd als meest ervaren coureur meer betrokken bij het ontwikkelingswerk van de V4.
Pas in 1968 kwam de nieuwe V-4 weer aan de start, maar pas in Tsjecho-Slowakije, toen het seizoen al over de helft was. Šťastný werd er derde mee, achter Agostini, maar ook achter Heinz Rosner, die tweede werd met een vrij eenvoudige, tot 251 cc opgeboorde MZ RE 250. In de Ulster Grand Prix moest hij de pit in om zijn bougies te laten vervangen, maar hij wist toch nog als vierde te eindigen. In de laatste race in Monza scoorde hij nog een punt door zesde te worden.

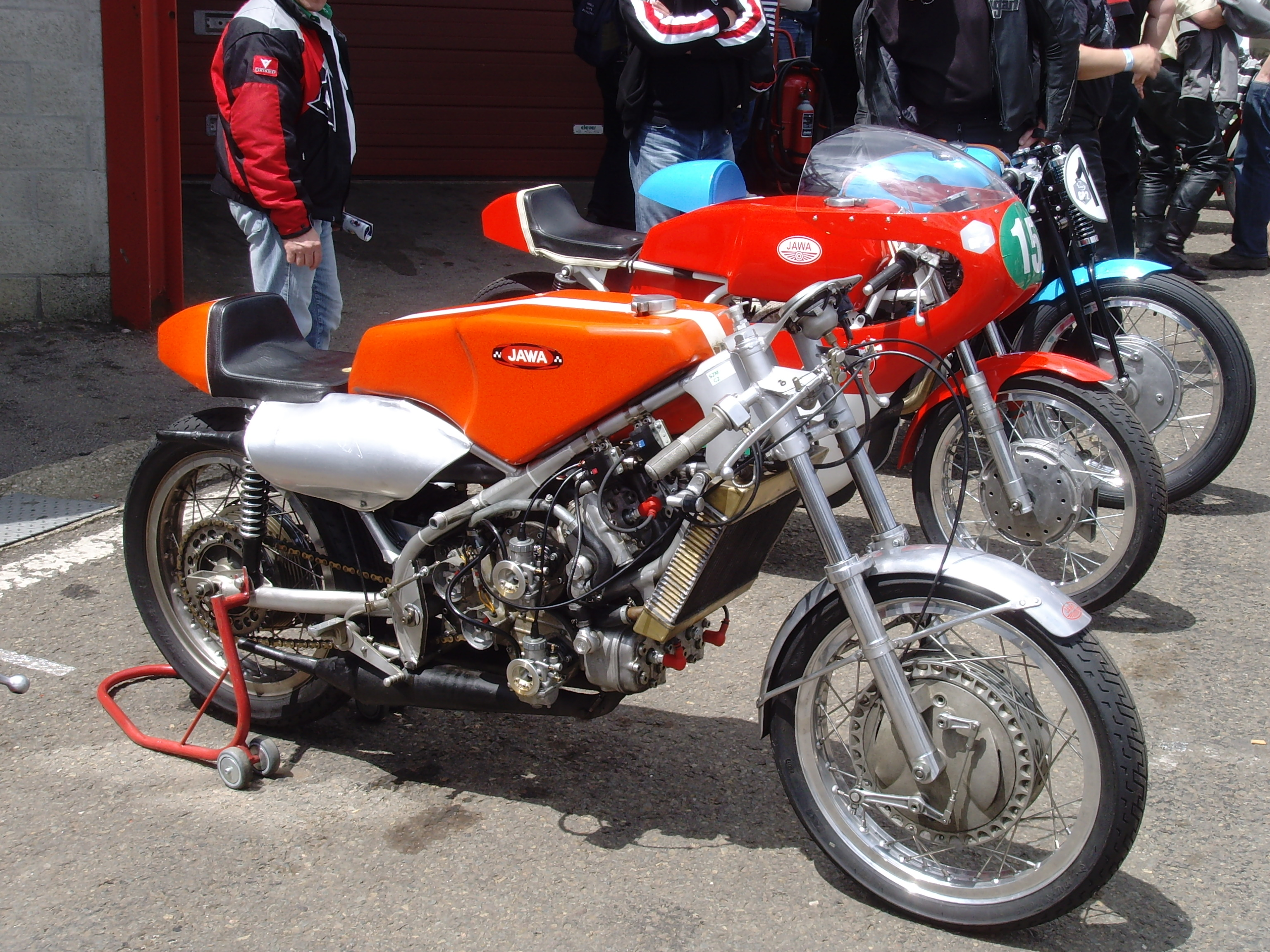
Jawa 350 cc V4 uit 1969

In 1969 kon Jawa de topcoureur Bill Ivy aantrekken. Die was door het stoppen van Yamaha zonder team gekomen en had even geprobeerd een carrière in de Formule 2 autorace op te starten, zonder succes. Ivy en Šťastný probeerden de V4 uit in de Italiaanse voorjaarsraces (Mototempora Romagnola), waar ze uitkwamen in Cesenatico, maar ze vielen allebei uit. In Hockenheim werden Ivy en Šťastný tweede en derde. Šťastný ging als enige Jawa-coureur naar de Isle of Man TT. Hoewel hij daar al meer dan tien jaar ervaring had, ging hij enkele weken vóór de race al naar het eiland Man om de 60 kilometer lange Snaefell Mountain Course rond te fietsen. Het mocht niet baten: tijdens de race liet de machine hem in de steek. In Assen reed Šťastný en een 350cc-eencilinder Jawa lang op de vierde plaats, maar na zijn tweede pitstop stopte hij. Ivy werd met de V4 tweede, ondanks het feit dat zijn machine op slechts drie cilinders liep. Op de Sachsenring verongelukte Bill Ivy door een vastloper tijdens de trainingen. Jawa trok daarop voor deze race haar hele team terug. In de volgende race in Tsjecho-Slowakije verloor Jawa opnieuw een coureur: František Boček viel met de eencilinder en overleed in het ziekenhuis. In de Ulster Grand Prix werd geen enkele viercilinder ingezet: Šťastný werd met de eencilinder vijfde. In Imola kregen František Šťastný, Jack Findlay en Silvio Grassetti een viercilinder ter beschikking. Findlay had na het overlijden van Bill Ivy al eens met de viercilinder gereden, maar bij een val een sleutelbeen gebroken. Nu kreeg hij een vastloper waardoor hij weer in het ziekenhuis belandde. František Šťastný kon geen vuist maken, maar Grassetti won de race bijna. Hij begon echter te enthousiast naar zin fans te zwaaien, raakte in de berm en verloor zo veel tijd dat Phil Read hem nog net kon passeren. In de GP van de Adriatische Zee werd Šťastný ondanks een slecht werkende voorrem derde, terwijl Grassetti zelfs wist te winnen.
Omdat Silvio Grassetti in 1970 de enige fabrieksrijder voor Jawa zou zijn betekende dat het einde van een jarenlange samenwerking van dit merk met František Šťastný, die nog wel op de eencilinder productieracers zou rijden. Hij had als afscheid een 250- en een 350cc-productieracer gekregen.
Na zijn racecarrière werd František Šťastný sportverslaggever voor de Tsjecho-Slowaakse televisie.

### Wereldkampioenschap wegrace resultaten
(Races in vet zijn pole-positions; races in cursief geven de snelste ronde aan)
| Jaar | Klasse | Merk    | 1     | 2      | 3      | 4       | 5       | 6     | 7       | 8       | 9       | 10     | 11     | 12    | 13    | Punten | Plaats | Overwinningen |
| ---- | ------ | ------- | ----- | ------ | ------ | ------- | ------- | ----- | ------- | ------- | ------- | ------ | ------ | ----- | ----- | ------ | ------ | ------------- |
| 1957 | 250 cc | Jawa    | DUI - | IOM 12 | NED 5  | BEL -   | ULS -   | NAT - |         |         |         |        |        |       |       | 2      | 16e    | 0             |
| 1958 | 350 cc | Jawa    | IOM - | NED -  | BEL 12 | DUI -   | ZWE -   | ULS - | NAT -   |         |         |        |        |       |       | 2      | -      | 0             |
| 1959 | 350 cc | Jawa    | FRA - | IOM -  | DUI 7  | NED -   | BEL 12  | ZWE - | ULS -   | NAT DNF |         |        |        |       |       | 0      | -      | 0             |
| 1960 | 250 cc | Jawa    | FRA - | IOM -  | NED -  | DUI -   | ULS -   | NAT 8 |         |         |         |        |        |       |       | 0      | -      | 0             |
| 1960 | 350 cc | Jawa    | FRA 2 | IOM -  | NED -  | ULS DNF | NAT 2   |       |         |         |         |        |        |       |       | 12     | 4e     | 0             |
| 1961 | 250 cc | Jawa    | SPA - | DUI -  | FRA -  | IOM -   | NED 5   | BEL - | DDR -   | ULS 7   | NAT 5   | ZWE 5  | ARG -  |       |       | 6      | 10e    | 0             |
| 1961 | 350 cc | Jawa    | SPA - | DUI 1  | FRA -  | IOM 5   | NED 3   | BEL - | DDR 2   | ULS 3   | NAT DNF | ZWE 1  | ARG -  |       |       | 26     | 2e     | 2             |
| 1962 | 350 cc | Jawa    | SPA - | FRA -  | IOM 3  | NED 4   | BEL -   | DUI - | ULS 2   | DDR -   | NAT 4   | FIN -  |        |       |       | 16     | 4e     | 0             |
| 1962 | 500 cc | Jawa    | SPA - | FRA -  | IOM -  | NED 8   | BEL -   | DUI - | ULS DNF | DDR 4   | NAT DNF | FIN 3  | ARG -  |       |       | 7      | 7e     | 0             |
| 1963 | 350 cc | Jawa    | SPA - | DUI -  | FRA -  | IOM 3   | NED 4   | BEL - | ULS -   | DDR -   | FIN -   | NAT -  | ARG -  | JAP - |       | 7      | 4e     | 0             |
| 1963 | 500 cc | Jawa    | SPA - | DUI -  | FRA -  | IOM DNF | NED DNF | BEL - | ULS -   | DDR -   | FIN -   | NAT -  | ARG -  | JAP - |       | 0      | –      | 0             |
| 1964 | 350 cc | Jawa    | USA - | SPA -  | FRA -  | IOM NC  | NED 11  | BEL - | DUI -   | DDR -   | ULS -   | FIN -  | NAT -  | JAP - |       | 0      | –      | 0             |
| 1965 | 250 cc | Jawa    | USA - | DUI -  | SPA -  | FRA -   | IOM 5   | NED - | BEL -   | DDR 4   | TSJ 6   | ULS -  | FIN -  | NAT 5 | JAP - | 8      | 11e    | 0             |
| 1965 | 350 cc | Jawa    | USA - | DUI -  | SPA -  | FRA -   | IOM DNF | NED - | BEL -   | DDR 4   | TSJ -   | ULS 1  | FIN -  | NAT 4 | JAP - | 14     | 5e     | 0             |
| 1965 | 500 cc | Jawa    | USA - | DUI -  | SPA -  | FRA -   | IOM -   | NED - | BEL -   | DDR -   | TSJ 6   | ULS -  | FIN 8  | NAT 3 | JAP - | 5      | 10e    | 0             |
| 1966 | 250 cc | Jawa/ČZ | SPA - | DUI 5  | FRA -  | NED 8   | BEL -   | DDR 6 | TSJ 6   | FIN 3   | ULS -   | IOM 4  | NAT 8  | JAP - |       | 11     | 8e     | 0             |
| 1966 | 350 cc | Jawa/ČZ | SPA - | DUI -  | FRA -  | NED 6   | BEL -   | DDR 2 | TSJ 4   | FIN 6   | ULS -   | IOM 9  | NAT 5  | JAP - |       | 13     | 4e     | 0             |
| 1966 | 500 cc | Jawa/ČZ | SPA - | DUI -  | FRA -  | NED 3   | BEL -   | DDR 1 | TSJ DNF | FIN DNF | ULS 3   | IOM 6  | NAT -  | JAP - |       | 17     | 4e     | 1             |
| 1967 | 350 cc | Jawa    |       | DUI -  | IOM -  | NED DNF |         | DDR - | TSJ -   |         | ULS -   |        | NAT -  | JAP - |       | 0      | -      | 0             |
| 1968 | 250 cc | Jawa    | DUI - | SPA -  | IOM -  | NED 15  | BEL 10  | DDR - | TSJ -   | FIN -   | ULS -   | NAT -  |        |       |       | 8      | 7e     | 0             |
| 1968 | 350 cc | Jawa    | DUI - | SPA -  | IOM -  | NED -   | DDR -   | TSJ 3 | FIN -   | ULS 4   | NAT 6   |        |        |       |       | 8      | 7e     | 0             |
| 1968 | 500 cc | Jawa    | DUI - | SPA -  | IOM -  | NED -   | BEL DNF | DDR - | TSJ DNF | FIN -   | ULS DNF | NAT -  |        |       |       | 8      | 7e     | 0             |
| 1969 | 250 cc | Jawa    | SPA - | DUI 10 | FRA -  | IOM 8   | NED 18  | BEL - | DDR -   | TSJ -   | FIN -   | ULS 10 | NAT -  | JOE - |       | 5      | 32e    | 0             |
| 1969 | 350 cc | Jawa    | SPA - | DUI 3  | FRA -  | IOM NC  | NED -   | BEL - | DDR -   | TSJ -   | FIN -   | ULS 5  | NAT -  | JOE 3 |       | 26     | 9e     | 0             |
| 1970 | 350 cc | Jawa    | DUI - | FRA -  | JOE -  | IOM -   | NED -   | BEL - | DDR -   | TSJ -   | FIN -   | ULS -  | NAT 13 | SPA - |       | 0      | -      | 0             |